# ジェノアCFC1893-1897シーズン
本項ではイタリア王国 (当時)のスポーツクラブ、ジェノア・クリケット・アンド・アスレチック・クラブの1893年から1897年にかけての活動を記述する。

## 活動
クラブは1893年9月7日、ジェノヴァの港湾地区に住むジェントルマンたちによって「Genoa Cricket & Athletic Club」の名で創設された。その最初期において活動内容はサッカーメインではなかった。創設メンバーの中でも特にサッカーへの興味が強いことで目立ち始めたのが、イギリス人のジョージ・エドワード・サミュエル・ブレイクとジョージ・フォークスの2人である。もっともジョージ・ブレイクはこの先ジェノアが出場する公式戦に一切出場した記録がなく、そのままアングロ・パレルミタン・アスレチック・アンド・フットボールクラブに移籍してしまう。一方のフォークスは、カンピオナート・イタリアーノ・ディ・フットボール1900でジェノアが優勝した際、2試合に出場した。この時の彼は「会長兼選手」という立場であった。

まだサッカー競技規則に則った公式な試合記録ではなかったようだが、この時期にジェノヴァ中心部のサンピエルダレーナ地区にあった「カンポ・ディ・ピアッツァ・ダルミ・ディ・コンパッソ」というグラウンドで、初めて他のクラブとゲームをした。このグラウンドをサッカーに使えるよう整備してくれたのは、ジョン・ウィルソンとアレクサンダー・マクラーレンという2人のスコットランド人であった。

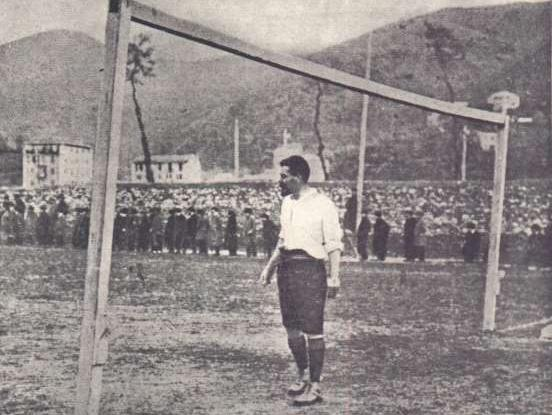
カンポ・スポルティーボ・ディ・ポンテ・カッレーガ

1896年にジェームズ・スペンスリーはサッカー部門を立ち上げると、その翌年に経営陣はイタリア人がクラブに入ることを許可した。ジェノアは絶えず、港にやってくるイギリス船のクルーにクリケットの対戦相手になってもらい、またある時は製鉄工場の労働者にも頼んだ。この年は自転車競技場を改造して作った「カンポ・スポルティーボ・ディ・ポンテ・カッレーガ」に移転してほとんどのゲームを行った。

サッカーにせよクリケットにせよ、この5年間のジェノアは全てのゲームをイギリス船のクルーと行っていた。アレッサンドリアの選抜チームと試合をしたらしいという記述もあるが、しかし詳細な記録はない。ジェノアが競技規則に則ったきちんとしたサッカーの試合を初めて行うのは、この次の1898年のことであり、同年に初めて公式大会にも出ることになる。

## 経営陣とコーチングスタッフ[1]

### 経営陣
- 名誉会長: チャールズ・アルフレッド・ペイトン (1893 - 1896)
- 会長: チャールズ・デ・グレーヴ・セルズ (1893 - 1897)/ エルマン・バウエル (1897 - )
- 副会長: ジョナサン・サマーヒル・シニア
- 財務理事: サンディーズ

### コーチングスタッフ
- 監督兼キャプテン: ジェームズ・スペンスリー (1896 - )
- フロント: ヘンリー・デ・ティエリー、グリーン、リリー、ジョナサン・サマーヒル・ジュニア、 ジョージ・エドワード・サミュエル・ブレイク、ジョージ・フォークス

## 選手[1]

### 1893
注：選手の国籍表記はFIFAの定めた代表資格ルールに基づく。
| No. | Pos. |              | 選手名             |
| --- | ---- | ------------ | ------------------ |
|     | DF   | イングランド | ジョージ・ブレイク |

| No. | Pos. |              | 選手名               |
| --- | ---- | ------------ | -------------------- |
|     | FW   | イングランド | ジョージ・フォークス |

### 1897
注：選手の国籍表記はFIFAの定めた代表資格ルールに基づく。
| No. | Pos. |              | 選手名                         |
| --- | ---- | ------------ | ------------------------------ |
|     | DF   | イングランド | ジョージ・ブレイク             |
|     | DF   | イタリア     | エルネスト・デ・ガッレアーニ   |
|     | DF   | イタリア     | ファウスト・ジリオッティ       |
|     | DF   | イタリア     | エドアルド・パストゥール       |
|     | DF   | イングランド | ジェームズ・スペンスリー       |
|     | MF   | イタリア     | シルヴィオ・ピエロ・ベルトッロ |
|     | FW   | イタリア     | エルマン・バウエル             |
|     | FW   | イングランド | ジョージ・フォークス           |

| No. | Pos. |              | 選手名                     |
| --- | ---- | ------------ | -------------------------- |
|     |      | イタリア     | ジャンニ・カベッラ         |
|     |      | イタリア     | ニコラ・コスタ             |
|     |      | イタリア     | クローチェ                 |
|     |      | イングランド | フレディー・デ・ティエリー |
|     |      | イタリア     | ジーノ・グランプ           |
|     |      | イタリア     | マンジーニ                 |
|     |      | イタリア     | オーノ                     |
|     |      |              |                            |
|     |      |              |                            |